# HD 211976
HD 211976，又名BD+07 4853，SAO 127460、HR 8514，是一颗恒星，视星等为6.17，位于銀經71.63，銀緯-39.25，其B1900.0坐标为赤經22h 15m 56.1s，赤緯+7° -39.25′ 59″。